# Birgit Vanderbeke
Pour les articles homonymes, voir Vanderbeek.
Birgit Vanderbeke, née le 8 août 1956 à Dahme/Mark (Brandebourg, alors en Allemagne de l'Est) et morte le 24 décembre 2021, à Saint-Quentin-la-Poterie dans le Gard, est une écrivaine allemande.

## Biographie
Birgit Vanderbeke naît en 1956 à Dahme, dans le Brandebourg. Elle grandit à Francfort-sur-le-Main après le déménagement de sa famille en Allemagne de l'Ouest en 1961.
Elle étudie la romanistique et le droit. Après un court séjour à Berlin, elle s'installe en 1993 avec son compagnon et son fils dans le sud de la France, où elle demeure jusqu'à sa mort.

## Livres
- Das Muschelessen, [récit], Berlin : Rotbuch, 1990,  (ISBN 3-596-13783-7) (1993 als Rotbuch-Taschenbuch, Band 77,  (ISBN 3-88022-097-2) / als Fischer-TB Band 13 783, Francfort-sur-le-Main, 1997,  (ISBN 3-596-13783-7).
- Fehlende Teile, [récit]. Rotbuch, Berlin 1992,  (ISBN 3-596-13784-5).
- Gut genug, [récit]. Rotbuch, Berlin 1993,  (ISBN 3-596-13785-3) (1996 als Rotbuch-Taschenbuch, Band 1030,  (ISBN 3-88022-398-X) / als Fischer-Taschenbuch Band 13 785, Francfort-sur-le-Main, 1999,  (ISBN 3-596-13785-3).
- Ich will meinen Mord, Rowohlt, Berlin 1995,  (ISBN 3-596-15925-3).
- Friedliche Zeiten, [récit]. Rotbuch, Hambourg 1996,  (ISBN 3-596-13786-1) (als Fischer-Taschenbuch, Band 13 786, Francfort-sur-le-Main, 2000,  (ISBN 3-596-13786-1).
- Alberta empfängt einen Liebhaber, [récit], Fest, Berlin 1997,  (ISBN 3-596-14198-2) (als Hörbuch: 2 MC bei Hörverlag München 1998,  (ISBN 3-89584-451-9).
- Ich sehe was, was Du nicht siehst, Fest, Berlin 1999,  (ISBN 3-8286-0100-6) (als Fischer-Taschenbuch, Band 15 001, Francfort-sur-le-Main, 2001,  (ISBN 3-596-15001-9).
- Hexenreden (avec Gisela von Wysocki et Marlene Streeruwitz). In: Göttinger Sudelblätter, Wallstein, Göttingen 1999,  (ISBN 3-89244-372-6).
- Ariel oder der Sturm auf die weiße Wäsche, (édition et épilogue Ralph Schock). In: Rede an die Abiturienten des Jahrgangs 2000, Gollenstein, Blieskastel 2001,  (ISBN 3-933389-44-5).
- Abgehängt, [récit]. S. Fischer, Francfort-sur-le-Main, 2001,  (ISBN 3-10-087020-4) (als Fischer-Taschenbuch, Band 15 622, Francfort-sur-le-Main, 2002,  (ISBN 3-596-15622-X).
- Gebrauchsanweisung für Südfrankreich, Piper 7515, Munich / Zurich 2002,  (ISBN 3-492-27515-X).
- Geld oder Leben, S. Fischer, Francfort-sur-le-Main, 2003,  (ISBN 3-10-087021-2).
- Schmeckt’s?, Kochen ohne Tabu. S. Fischer, Francfort-sur-le-Main, 2004,  (ISBN 978-3-10-087025-4).
- Sweet sixteen, S. Fischer, Francfort-sur-le-Main, 2005,  (ISBN 3-10-087026-3).
- Die sonderbare Karriere der Frau Choi, S. Fischer, Francfort-sur-le-Main, 2007,  (ISBN 978-3-10-087086-5) (als Fischer-Taschenbuch Band 17 460, Francfort-sur-le-Main, 2009,  (ISBN 3-596-17460-0).
- Das lässt sich ändern, Piper, Munich / Zurich 2011,  (ISBN 978-3-492-05456-0).
- Die Frau mit dem Hund, Piper, Munich / Zurich 2012,  (ISBN 978-3-492-05511-6).
- Der Sommer der Wildschweine, Piper, Munich / Zurich 2013,  (ISBN 978-3-492-05622-9).
- Ich freue mich, dass ich geboren bin, Piper, Munich / Zurich, 2016,  (ISBN 978-3-492-05754-7).